# Мармадьюк (Арканзас)
Мармадьюк (англ. Marmaduke, Arkansas) — город, расположенный в округе Грин (штат Арканзас, США) с населением в 1158 человек по статистическим данным переписи 2000 года.

## История
Населённый пункт Мармадьюк получил своё название в честь генерал-майора армии Конфедеративных Штатов Америки Джона Сапингтона Мармадьюка, который после окончания Гражданской войны в США стал губернатором штата Миссури.
2 августа 1909 года Мармадьюк получил статус города. К 1914 году город сильно разросся, его инфраструктура включала в себя три коммерческих банка, две аптеки, три ресторана, методистскую и баптистскую церкви, две парикмахерские, несколько гостиниц, пансионат и два магазина, торгующих товарами по сниженным ценам. Важнейшими предприятиями города в то время были лесозаготовочная фабрика, лесопильный завод и крупное мельничное предприятие.

## География
По данным Бюро переписи населения США город Мармадьюк имеет общую площадь в 3,37 квадратных километров, водных ресурсов в черте населённого пункта не имеется.
Мармадьюк расположен на высоте 85 метров над уровнем моря.

## Демография
По данным переписи населения 2000 года в Мармадьюке проживало 1158 человек, 323 семьи, насчитывалось 487 домашних хозяйств и 528 жилых домов. Средняя плотность населения составляла около 340,6 человек на один квадратный километр. Расовый состав Мармадьюка по данным переписи распределился следующим образом: 96,80 % белых, 0,43 % — коренных американцев, 0,09 % — азиатов, 2,16 % — представителей смешанных рас, 0,52 % — других народностей. Испаноговорящие составили 0,78 % от всех жителей города.
Из 487 домашних хозяйств в 32,4 % — воспитывали детей в возрасте до 18 лет, 53,2 % представляли собой совместно проживающие супружеские пары, в 10,5 % семей женщины проживали без мужей, 33,5 % не имели семей. 30,0 % от общего числа семей на момент переписи жили самостоятельно, при этом 16,4 % составили одинокие пожилые люди в возрасте 65 лет и старше. Средний размер домашнего хозяйства составил 2,34 человек, а средний размер семьи — 2,93 человек.
Население города по возрастному диапазону по данным переписи 2000 года распределилось следующим образом: 25,2 % — жители младше 18 лет, 7,7 % — между 18 и 24 годами, 28,1 % — от 25 до 44 лет, 22,5 % — от 45 до 64 лет и 16,6 % — в возрасте 65 лет и старше. Средний возраст жителей составил 36 лет. На каждые 100 женщин в Мармадьюке приходилось 85,6 мужчин, при этом на каждые сто женщин 18 лет и старше приходилось 84,3 мужчин также старше 18 лет.
Средний доход на одно домашнее хозяйство в городе составил 23 300 долларов США, а средний доход на одну семью — 31 016 долларов. При этом мужчины имели средний доход в 23 375 долларов США в год против 19 432 доллара среднегодового дохода у женщин. Доход на душу населения в городе составил 11 506 долларов в год. 18,1 % от всего числа семей в округе и 20,4 % от всей численности населения находилось на момент переписи населения за чертой бедности, при этом 24,8 % из них были моложе 18 лет и 19,7 % — в возрасте 65 лет и старше.